# Гончарово (Білохолуницький район)
Гончаро́во (рос. Гончарово) — присілок у складі Білохолуницького району Кіровської області, Росія. Входить до складу Гуренського сільського поселення.
Населення поселення становить 1 особа (2010, 5 у 2002).
Національний склад станом на 2002 рік — росіяни 100 %.